# Ь
La Ь, minuscolo ь, chiamata jer molle, è una lettera dell'alfabeto cirillico. È conosciuta come мягкий знак (mjagkij znak, letteralmente segno morbido) in russo, м'який знак (mjakyj znak) in ucraino, мяккі знак (mjakki znak) in bielorusso, ер малък (er malŭk) in bulgaro. Nella traslitterazione scientifica si indica con l'apice o con l'apostrofo. Praticamente, essa ha la funzione di addolcire o troncare la consonante precedente (IPA /ʲ/).
Per comprendere la funzione di questo segno nella lingua russa, bisogna considerare che le consonanti russe hanno quasi tutte la peculiarità di presentarsi sia come dure che come molli. Ogni segno può cioè indicare due suoni diversi, quello non palatalizzato (duro) o quello palatalizzato (molle). La palatalizzazione può essere indicata graficamente con l'apposizione del segno Ь dopo la consonante, oppure dalla successiva presenza di una vocale iotizzata (е, ё, и, ю o я).
| Lettera Cirillica | Pronuncia IPA | Trascrizione scientifica | Trascrizione inglese | Trascrizione tedesca | Trascrizione francese |
| ----------------- | ------------- | ------------------------ | -------------------- | -------------------- | --------------------- |
| Ь                 | /ʲ/           | '                        | '                    | '                    | '                     |

Il segno Ь viene dunque chiamato molle o debole poiché di solito indica l'indebolimento, vale a dire la palatalizzazione, della consonante che lo precede. Per esempio, il suono della t’ palatalizzata [tʲ] si avvicina a č (ci): la parola мать si legge mat’ [matʲ]. Il suono della n diventa n’ [nʲ] (quasi gni): la parola раньше si legge ran'še [ˈranʲʃɪ], sebbene derivi da рано (rano) [ˈranə]. Il suono della l diventa l’ [lʲ] (quasi gli): la parola дольше si legge dol'še [ˈdolʲʃɪ], sebbene derivi da долго (dolgo) [ˈdolɡə].
Non meraviglia che la sola aggiunta di questo segno possa mutare totalmente il significato di una parola, dato che in effetti la consonante molle è un altro fonema rispetto alla corrispondente dura. Se la consonante così cambiata si trova alla fine di un sostantivo, spesso il vocabolo cambia anche di genere e assume quindi un'altra declinazione. Così ad esempio: рол è sostantivo maschile e significa rotolo mentre роль è sostantivo femminile e significa ruolo, parte, мел è maschile e significa gesso mentre мель è femminile e significa secca, banco di sabbia.
Il segno Ь compare spesso fra una consonante e una vocale iotizzata, in tal caso le separa indicando che la consonante è palatalizzata ed inoltre seguita dalla semivocale /j/: семья si legge sem'ja [sʲɪˈmʲja], пью si legge p'ju [pʲju].
Il segno debole può anche essere scritto solo per tradizione dopo le consonanti Ж e Ш, che però rimangono sempre dure: un esempio è la terminazione -шь della seconda persona singolare dei verbi (видишь, скажешь). Sempre per ragioni storiche, lo si può trovare anche dopo le consonanti Ч e Щ che sono considerate molli di per sé (мочь, печь).
In bulgaro, dove viene chiamata ер малък, cioè piccola Er, questa lettera non rappresenta più la palatalizzazione delle consonanti finali, mentre è rimasta a rappresentare la iotizzazione di una [o] e la conseguente palatalizzazione della consonante precedente a tale vocale (актьор [akˈtʲor]).